# Belison
Belison is een gemeente in de Filipijnse provincie Antique op het eiland Panay. Bij de laatste census in 2007 had de gemeente ruim 12 duizend inwoners.

## Geografie

### Bestuurlijke indeling
Belison is onderverdeeld in de volgende 11 barangays:
| - Borocboroc - Buenavista - Concepcion - Delima - Ipil - Maradiona | - Mojon - Poblacion - Rombang - Salvacion - Sinaja |

## Demografie
Belison had bij de census van 2007 een inwoneraantal van 12.467 mensen. Dit zijn 846 mensen (7,3%) meer dan bij de vorige census van 2000. De gemiddelde jaarlijkse groei komt daarmee uit op 0,97%, hetgeen lager is dan het landelijk jaarlijks gemiddelde over deze periode (2,04%).